# 호르헤 네그레테

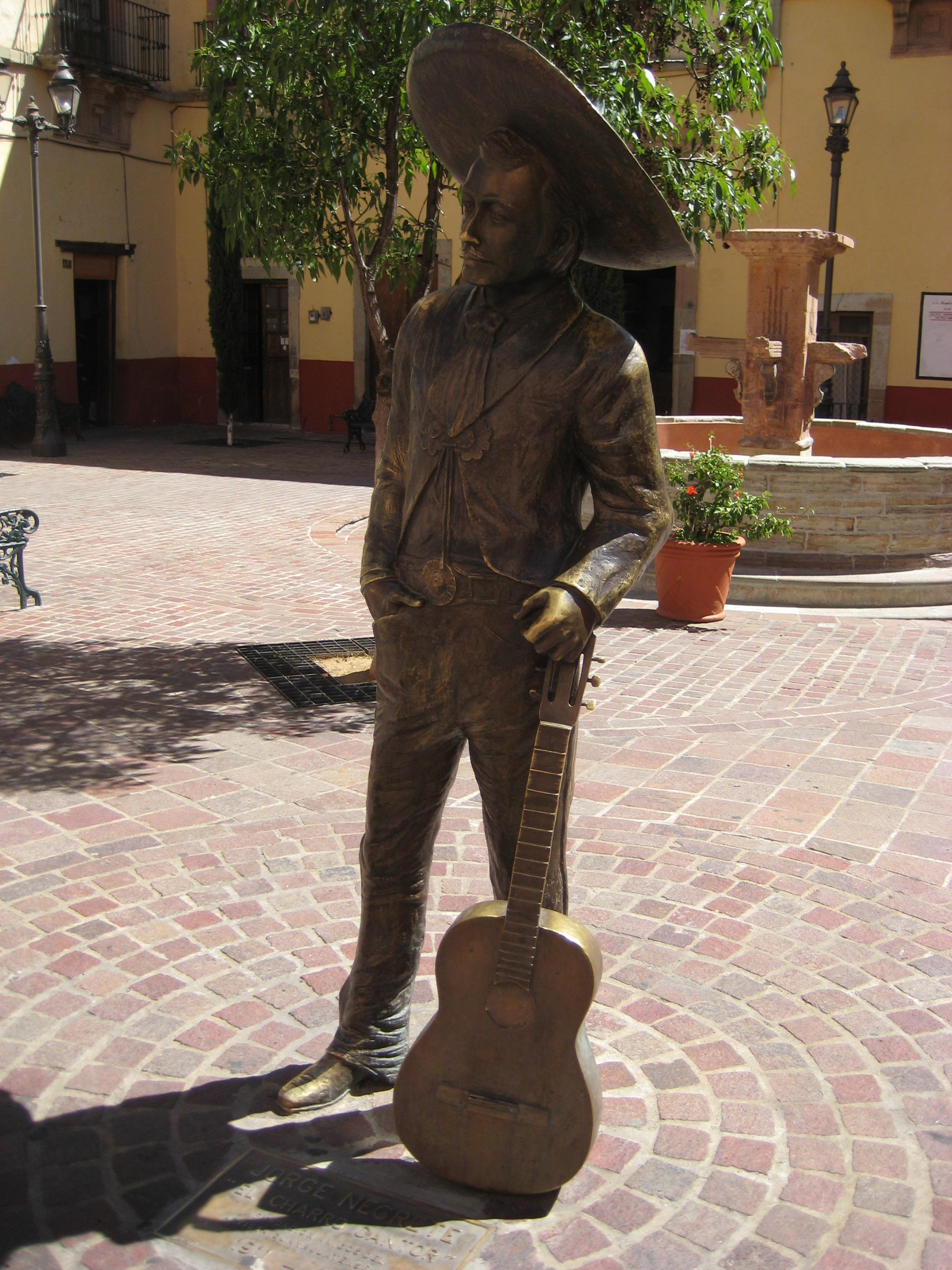

호르헤 네그레테(Jorge Negrete, 1911년 ~ 1953년)는 멕시코의 가수이다. 과나후아토주에서 태어나 처음에는 육군에 사병으로 들어갔으나, 군필 전역한 이후 뛰어난 목소리를 살려 오페라 가수가 되면서 25세의 나이에 뉴욕으로 가 팝송을 부르기 시작하였다. 약 5년간 미국에 머무른 뒤 멕시코에 돌아와서는 영화 배우로의 인기가 높았다. 그 후 1953년에 로스앤젤레스에서 사망하기까지 배우와 가수로 최고의 인기를 획득하였다. 오페라를 한 만큼 그의 목소리는 낭랑하게 울려퍼지는 아름다운 목청이었으며, 그의 노래 솜씨는 기교를 부린다기보다 오히려 마음을 내키는 대로 여유있게 부른다는 스케일이 큰 가수이다. 멕시코 민중의 감정을 선이 굵은 터치로 묘사하여 구티 카르데나스가 개척한 멕시코의 대중가곡의 길을 크게 발전시켰다.